# New Dorp
New Dorp (Nederlands: Nieuwe Dorp) is een wijk van het New Yorkse stadsdeel Staten Island. De wijk ligt in het oostelijk deel van het eiland, en wordt bestuurd door de Staten Island Community Board 2. Het was een van de eerste nederzettingen op Staten Island, en werd in 1671 gesticht ter vervanging van Oude Dorp dat in 1655 was verwoest.

## Geschiedenis
Het eiland Staten Island (Staaten Eylandt) was oorspronkelijk onderdeel van Nieuw-Nederland. De eerste nederzetting was Oude Dorp (Engels: Old Town). In 1655 werd Oude Dorp verwoest door de Susquehannock tijdens de Perzikoorlog, en werd het eiland verlaten. In 1667 werd Staten Island door de Vrede van Breda aan het Verenigd Koninkrijk toegewezen.
In 1671 werd Nieuwe Dorp gesticht als nieuwe nederzetting op Staten Island. De naam werd later verengelst tot New Dorp. Het dorp bevond zich op het kruispunt van Richmond en Amboy Road en had verschillende cafés en herbergen voor postkoetsen. Een van de families die in het dorp woonden was de familie Vanderbilt.
In 1763 werd de Moravian Church en het Moravisch Kerkhof van de Evangelische Broedergemeente gebouwd . De kerk was gedeeltelijk gefinancierd door de Vanderbilt familie. In 1776, tijdens de Amerikaanse Revolutie, werden 30.000 Britse troepen in New Dorp gestationeerd. De naam werd gewijzigd in Stony Brook, en het werd de hoofdplaats van Richmond County. In 1781, na de overwinning van de Amerikanen, werd de naam teruggewijzigd naar New Dorp.
In 1860 werd het Station New Dorp aan de Staten Island Railway geopend. De spoorweg was eigendom van Cornelius Vanderbilt. New Dorp is de enige wijk in Staten Island die genummerde straten heeft. De straten zijn genummerd van 1 tot en met 10, maar 5 en 6 ontbreken vanwege de spoorlijn en de hoofdstraat New Dorp Plaza.

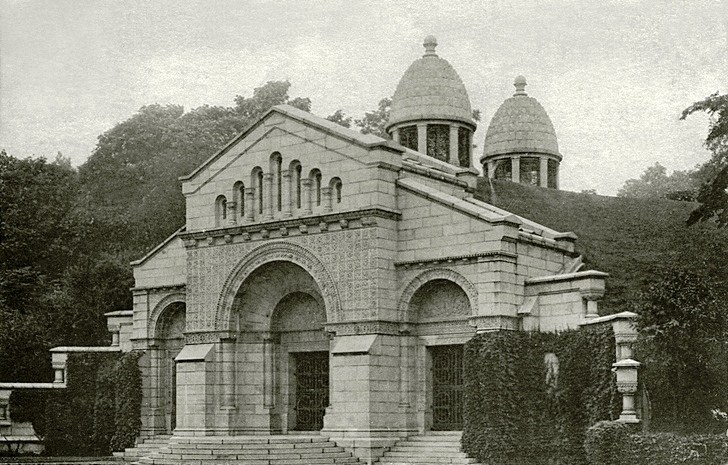
Vanderbilt Mausoleum

Tussen 1885 en 1886 werd het Vanderbilt Mausoleum gebouwd op het Moravisch Kerkhof door de architect Richard Morris Hunt. Het mausoleum is een replica van de Saint-Trophime-kathedraal in Arles, Frankrijk. Het is de privébegraafplaats van de familie Vanderbilt en is niet publiek toegankelijk.
Op 16 december 1960 vond een botsing in de lucht plaats tussen een Douglas DC-8 van United Airlines en een Lockheed Constellation van Trans World Airlines. De Constellation stortte neer in New Dorp. Alle 128 inzittenden van de twee vliegtuigen en 6 personen op de grond kwamen om het leven.

## Demografie
De wijken New Dorp en Midland Beach vormen samen één censusgebied. In 2020 telden de wijken 29.083 inwoners. 65,8% van de bevolking is blank; 15,5% is Aziatisch; 1,5% is Afro-Amerikaans en 14,5% is Hispanic ongeacht ras of etnische groepering. Het gemiddelde gezinsinkomen was in 2019 met US$79.069 iets hoger dan het gemiddelde van de stad New York ($72,108).

## Geboren
- William Kissam Vanderbilt (1849-1920), ondernemer en paardenfokker
- Nathaniel Lord Britton (1859-1934), botanicus
- George Washington Vanderbilt II (1862-1914), ondernemer
- Eddie Kaye Thomas (1980), acteur[11]

## Galerij

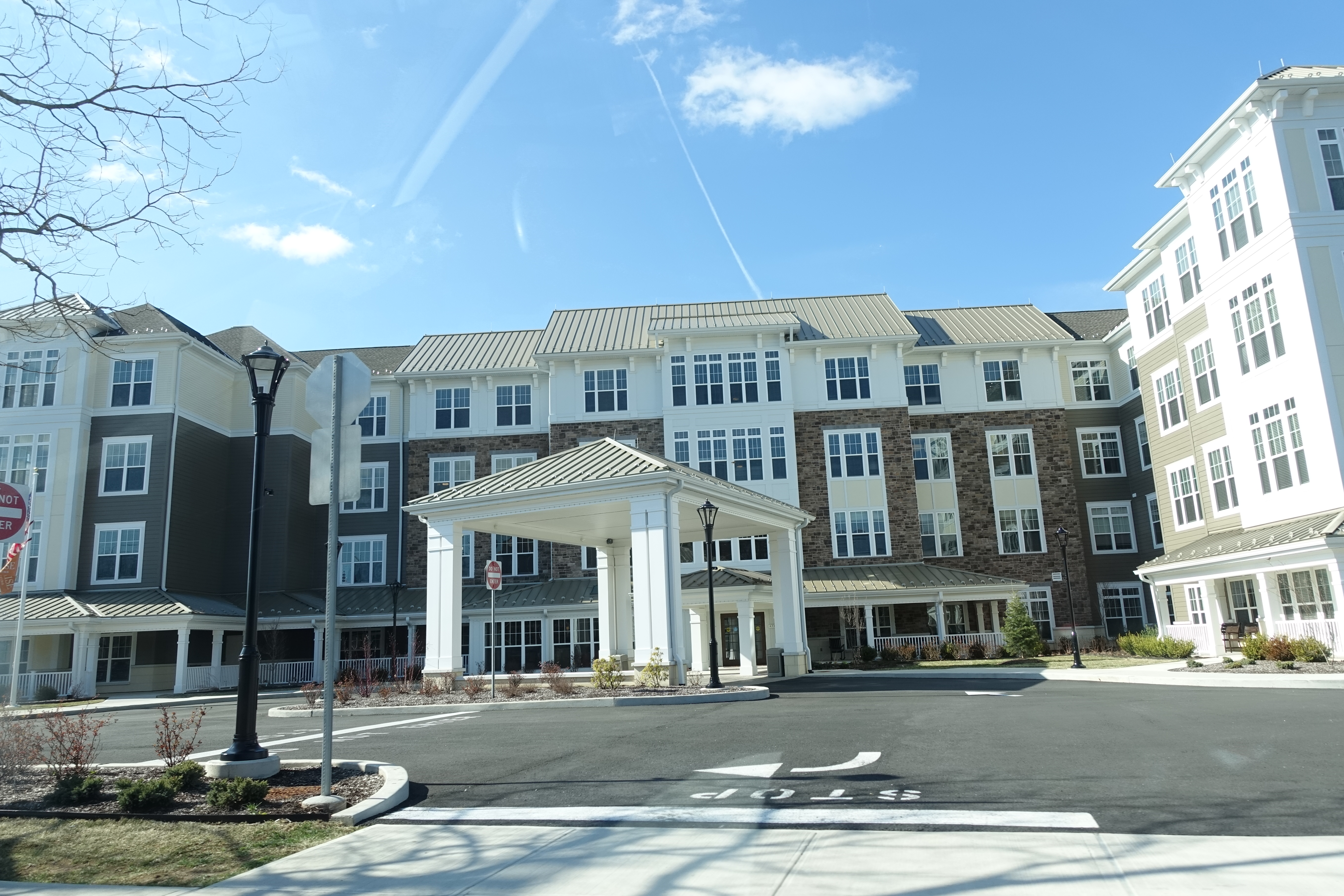
Verzorgingshuis Sunrise Senior Living
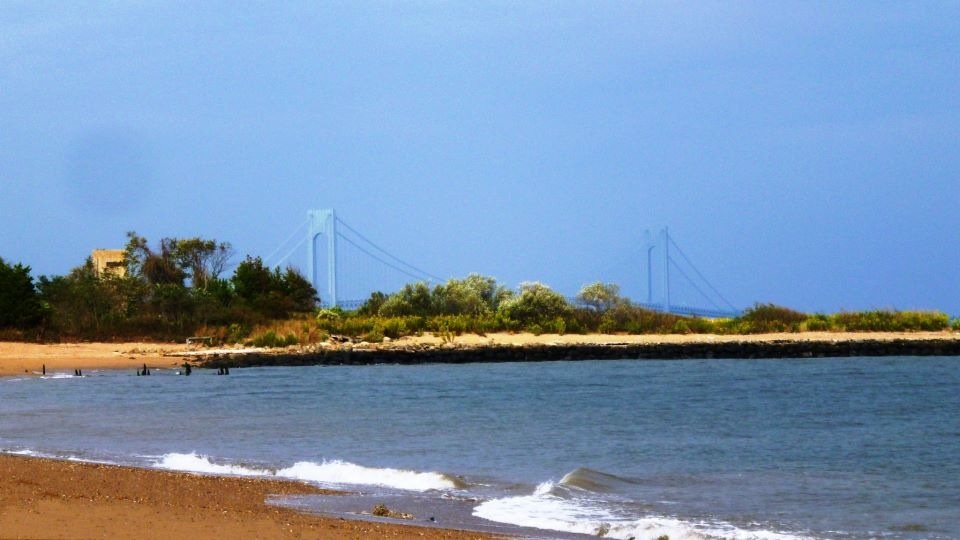
New Dorp Beach
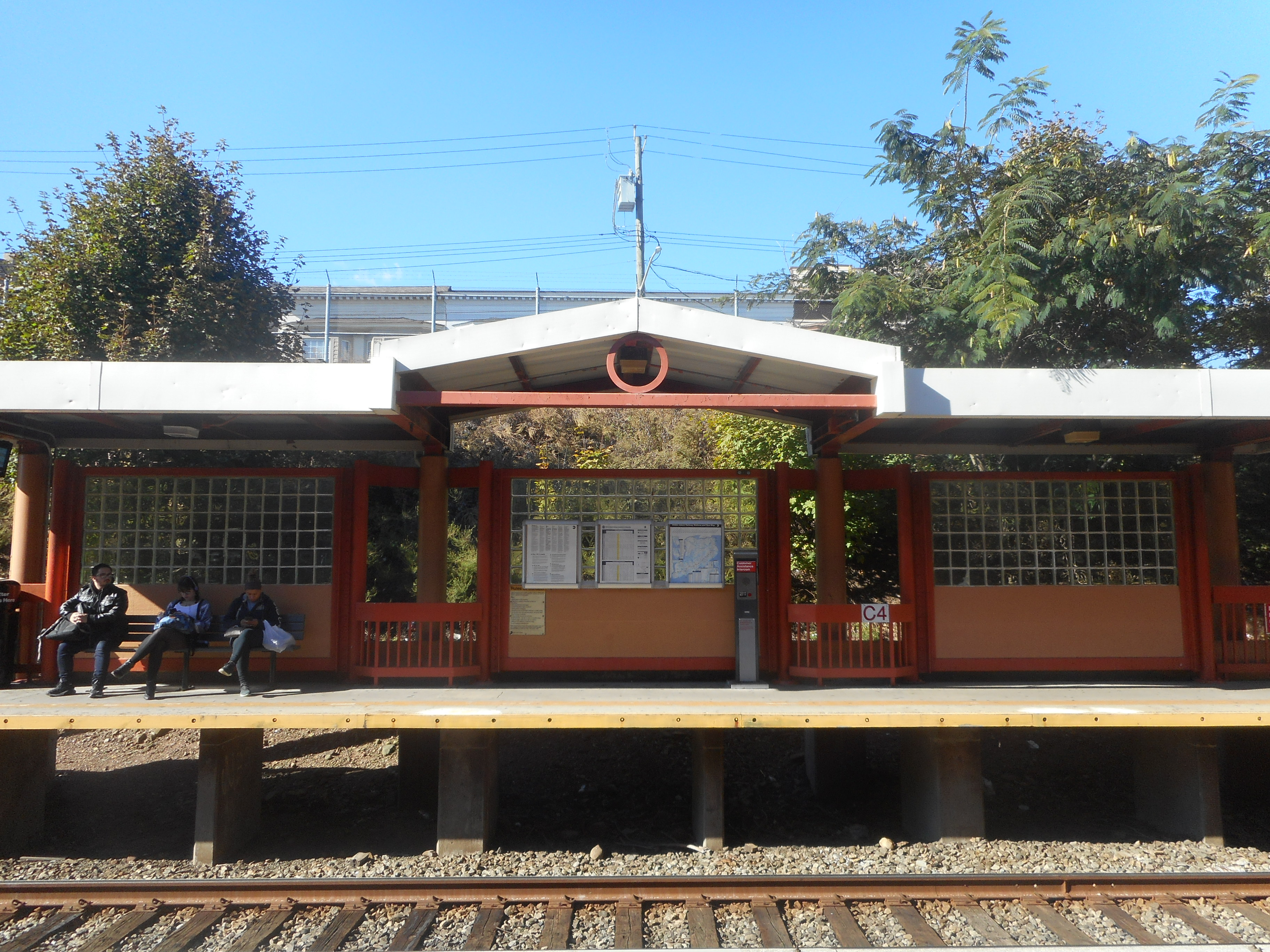
Station New Dorp
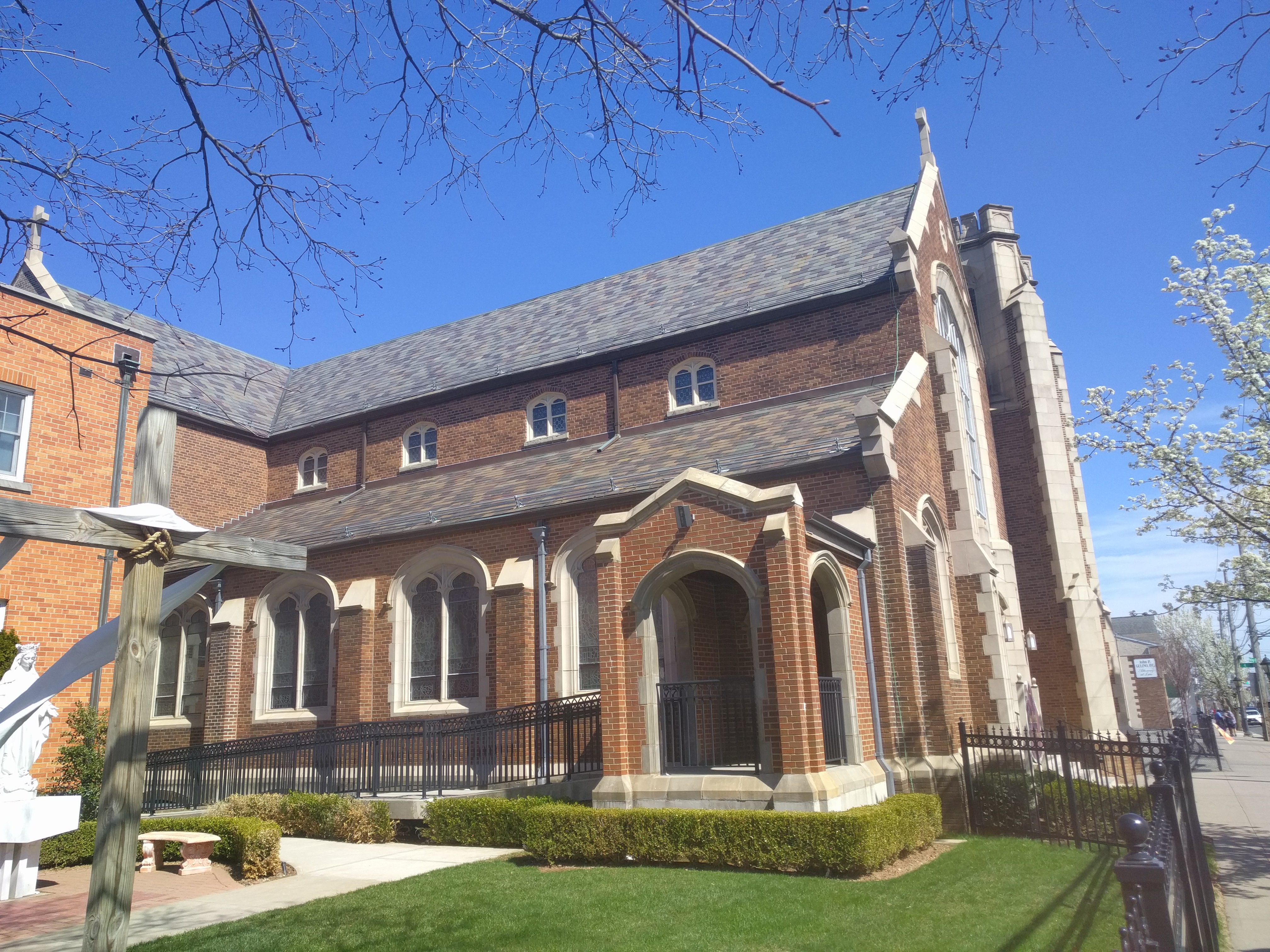
Our Lady of Peace-kerk

Great Kills · New Dorp · Port Richmond · Rossville (Sandy Ground) · South Beach · St. George · Todt Hill · Tottenville